# Маслина
Масли́на, олива (лат. Olea) — род вечнозелёных деревьев и кустарников семейства Маслиновые (Oleaceae), известный прежде всего одним видом — Olea europaea (Маслина европейская, или Маслина культурная, или Оливковое дерево), широко культивируемым с древности масличным растением. Плоды являются фруктом.

## Распространение и экология
Представители рода распространены в тёплых умеренных и тропических областях Южной Европы, Африки, Южной Азии и Австралии.

## Ботаническое описание
Вечнозелёные деревья или кустарники с серой корой.
Почки сидячие, без чешуек. Листорасположение супротивное. Листья цельные, от продолговато-яйцевидных до линейно-ланцетных, цельнокрайные, реже зазубренные, кожистые, голые, без прилистников.
Соцветия пазушные, реже конечные, кисти или рыхлые головки. Цветки мелкие, беловатые, двудомные или двуполые. Чашечка бокальчатая или колокольчатая, остающаяся, короткая, со слабо выраженными четырьмя зубцами, иногда четырёхраздельная. Венчик спайнолепестный, с короткой трубкой и четырьмя, реже пятью, короткими полуяйцевидными лопастями; иногда венчик отсутствует. Тычинки в числе двух, реже трёх или четырёх, прикреплены супротивно у основания короткой трубки, с короткими нитями; пыльники прямые, раскрываются почти снаружи. Завязь короткая, верхняя, почти округлая, двугнездная, с двумя семяпочками, в каждом гнезде; рыльце двулопастное, короткое, тупоголовчатое.
Плод — обычно односемянная костянка; косточка яйцевидная, твёрдая или хрупкая, продолговатая или округлая; мякоть маслянистая. Семена с маслянистыми семядолями, плоскими зародышевыми листочками и коротким, зародышевым корешком.

## Значение и применение
Самый известный и древнейший культурный вид — Олива европейская (Olea europaea), распространённая в Средиземноморском регионе. Плоды используют для изготовления оливкового масла и консервирования. Известно множество сортов оливок.
Оливковое масло используется как пищевой продукт, как сырьё для лекарственных препаратов, в парфюмерии и мыловарении.

### Производство
Крупнейшие производители оливок (тысяч тонн):
| Номер | Страна            | 1992 | 2010 | 2022 |
| ----- | ----------------- | ---- | ---- | ---- |
| 1     | Испания           | 3178 | 7198 | 3940 |
| 2     | Греция            | 1847 | 2560 | 3045 |
| 3     | Турция            | 750  | 1415 | 2976 |
| 4     | Италия            | 2366 | 3171 | 2160 |
| 5     | Марокко           | 380  | 1506 | 1968 |
| 6     | Тунис             | 675  | 873  | 1200 |
| 7     | Египет            | 95   | 391  | 1137 |
| 8     | Сирия             | 519  | 960  | 991  |
| 9     | Алжир             | 266  | 311  | 822  |
| 10    | Португалия        | 157  | 445  | 792  |
| 11    | Саудовская Аравия | 0    | 0    | 388  |
| 12    | Аргентина         | 68   | 354  | 356  |

## Изучение
Несмотря на то, что олива известна человеку на тысячелетие дольше, чем большинство других видов, до сих пор не установлен круг представителей животного мира, питающихся оливами в дикой природе. Предположительно известно (но не подтверждено документально), что оливы иногда поедаемы некоторыми хищниками семейства кошачьих. В числе таких животных высоко вероятны хаус (известный также как болотная рысь) и пантера, а также, по утверждению ряда недостаточно авторитетных, но многочисленных источников, даже домашние кошки. Существует мнение, что масличными плодами питаются также некоторые[какие?] копытные животные, о которых утверждают, что они подпрыгивают, чтобы достать плоды оливы с более высоких веток, после того, как нижние ветки обглоданы особями того же вида.

## Использование в массовой культуре
Производство маслин налажено в южных странах Европы.

## Таксономия
Olea L., 1753, Sp. Pl.: 8.

## Синонимы
Heterotypic Synonyms:
- Tetrapilus Lour., Fl. Cochinch.: 611 (1790).
- Picricarya Dennst., Schlüssel Hortus Malab.: 30 (1818).
- Pachyderma Blume, Bijdr. Fl. Ned. Ind.: 682 (1826).
- Stereoderma Blume, Fl. Javae, Praef.: ix (1828).
- Enaimon Raf., Sylva Tellur.: 9 (1838).
- Pogenda Raf., Sylva Tellur.: 10. (1838).
- Leuranthus Knobl., Notizbl. Bot. Gart. Berlin-Dahlem 12: 117 (1934).
- Steganthus Knobl., Notizbl. Bot. Gart. Berlin-Dahlem 12: 116 (1934).

### Виды
Род насчитывает 33—34—35 видов:
- Olea ambrensis H.Perrier
- Olea borneensis Boerl.
- Olea brachiata (Lour.) Merr.
- Olea capensis L.
- Olea capitellata Ridl.[18]
- Olea caudatilimba L.C.Chia
- Olea chimanimani Kupicha
- Olea cordatula H.L.Li
- Olea dioica Roxb.
- Olea europaea L. typus[1] — Маслина европейская, или Маслина культурная, или Олива европейская, или оливковое дерево
  - Olea europaea subsp. europaea
  - Olea europaea subsp. cerasiformis G.Kunkel & Sunding
  - Olea europaea subsp. cuspidata (Wall. ex G.Don) Cif. — Олива африканская
  - Olea europaea subsp. guanchica P.Vargas et al.
  - Olea europaea subsp. laperrinei (Batt. & Trab.) Cif.
  - Olea europaea subsp. maroccana (Greuter & Burdet) P.Vargas et al.
- Olea exasperata Jacq.
- Olea gagnepainii Knobl.
- Olea gamblei C.B.Clarke
- Olea hainanensis H.L.Li
- Olea javanica (Blume) Knobl.
- Olea lancea Lam.
- Olea laxiflora H.L.Li
- Olea moluccensis Kiew
- Olea neriifolia H.L.Li
- Olea palawanensis Kiew
- Olea paniculata R.Br.
- Olea parvilimba (Merr. & Chun) B.M.Miao
- Olea polygama Wight
- Olea puberula Ridl.
- Olea rosea Craib
- Olea rubrovenia (Elmer) Kiew
- Olea salicifolia Wall. ex G.Don
- Olea schliebenii Knobl.
- Olea tetragonoclada L.C.Chia
- Olea tsoongii (Merr.) P.S.Green
- Olea welwitschii (Knobl.) Gilg & G.Schellenb.
- Olea wightiana Wall. ex G.Don
- Olea woodiana Knobl.
- Olea yuennanensis Hand.-Mazz.